# Ансат
«Ансат» (тат. несложный, простой) — российский лёгкий многоцелевой вертолёт разработки конструкторского бюро «Казанского вертолётного завода» (КВЗ).

## История создания
Типоразмер и функциональный облик вертолёта «Ансат» были определены в результате проведённых в российских авиакомпаниях маркетинговых исследований по определению требований к вертолётам данного класса. Вертолёт вместимостью 7—9 мест может перевозить 1235 килограмм полезной нагрузки в кабине. Первый прототип вертолёта был собран в мае 1997 года.
Первый полёт совершён в 1999 году. В 2011 году начался процесс сертификации гражданской версии вертолёта. В августе 2013 был получен сертификат типа Авиационного регистра Межгосударственного авиационного комитета.
Вертолёты данного типа производит КВЗ.
Существуют планы замены двигателей вертолёта на отечественные ВК-650В или ВК-800В производства ОАО «Климов».
В 2016 году холдинг «Вертолёты России» планировал поставить порядка 40 вертолётов «Ансат». В июне 2017 года первый в России вертолёт «Ансат», оборудованный модулем реанимации, прибыл в Волгоград. Вертолёт эксплуатирует оператор медицинских вертолётов компания АО «Русские вертолётные системы».
В мае 2018 года в рамках выставки HeliRussia «Ансат» получил одобрение главного изменения на расширение температурного диапазона эксплуатации. Вертолёт сертифицирован для использования в температурном диапазоне от -45 до +50 градусов по Цельсию. Одобрена его эксплуатация по правилам визуального полета (ПВП), в простых метеоусловиях, вне условий обледенения, днем и ночью, над сушей, для перевозки грузов внутри фюзеляжа, для перевозки пассажиров, для перевозки пострадавших и медицинских работников..
В феврале 2020 года завершились сертификационные испытания вертолета «Ансат» с салоном повышенной комфортности в стилистике бренда Aurus.
В марте 2020 года Федеральное агентство воздушного транспорта (Росавиация) сертифицировало установку системы аварийного приводнения на вертолет «Ансат». Она предназначена для экстренной посадки на воду и служит для спасения жизней пассажиров и экипажа.
В декабре 2020 года поднялся в небо первый модернизированный легкий многоцелевой вертолет «Ансат-М».

## Конструкция
Вертолёт построен по одновинтовой схеме с рулевым винтом, с двумя газотурбинными двигателями PW-207K ,. Он имеет двойное хвостовое оперение и просторную грузопассажирскую кабину. Конструкция вертолёта позволяет оперативно трансформировать его как в грузовой, так и в пассажирский вариант.
В 2015 году «Ансат» был сертифицирован для применения с медицинским модулем и может эксплуатироваться в температурном диапазоне от -45 до +50 градусов по Цельсию. Успешно завершены высокогорные испытания, подтвердившие возможность работы вертолета в горной местности на высотах до 3500 метров. «Ансат» в VIP-версии может перевозить до пяти пассажиров, обладает пониженным уровнем шума и вибраций.
На выставке HeliRussia в 2019 году компания «Русские вертолётные системы» продемонстрировала вариант вертолета «Ансат» в противопожарной конфигурации. Модель получила специальное оборудование Fire Attack компании Simplex Aerospace (США).
Устанавливаемые на вертолет канадские двигатели PW-207K планируется в будущем заменить на ВК-650В – перспективный отечественный двигатель разработки ОДК, предназначенный для вертолётов лёгкого класса.

## Применение

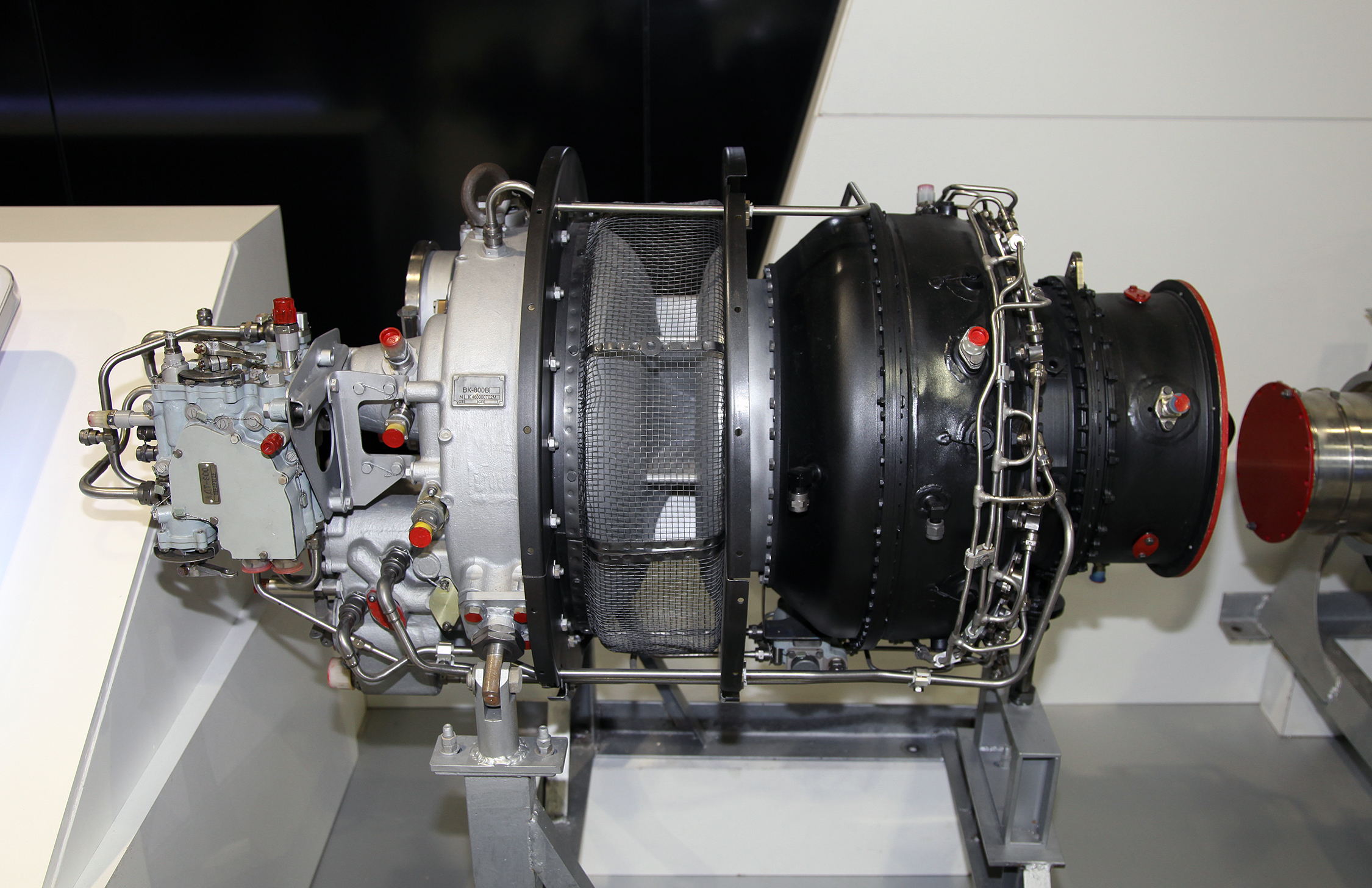
Турбовальный двигатель ВК-800В на МАКС 2013

Машина может быть использована для решения широкого круга задач: доставка грузов, перевозка пассажиров, проведение поисково-спасательных операций, патрулирование, оказание экстренной медицинской помощи, административные перевозки, первоначальное обучение.
Модификация вертолёта повышенной комфортности (VIP) предлагается для организации перевозки высокопоставленных пассажиров.
Вертолёт используется в ВКС РФ для обучения пилотов (ВС РФ закупает вертолёты «Ансат» в учебной версии, «Ансат-У»), а также в МЧС России.
На выставке МАКС-2005 была представлена также боевая версия вертолёта — Ансат-2РЦ. О заказах на неё сведений нет.
В мае 2015 года сертификацию прошла модификация вертолета с медицинским модулем, которая соответствует всем международным стандартам санитарной авиации и позволяет спасти жизнь человека на период транспортировки. Согласно сертификату конструкция вертолета позволяет оперативно трансформировать его как в грузовой, так и в пассажирский вариант с возможностью перевозки до 7 человек.

## Заказчики
Осенью 2016 года первый «Ансат» с медицинским модулем был передан Минздраву Республики Татарстан.
В октябре 2016 года парк компании «Русские вертолётные системы» (РВС) получил машину, изготовленную в VIP-варианте; которая однако будет использоваться не только для перевозки пассажиров, но и в качестве учебной машины авиационного учебного центра компании.
По состоянию на май 2019 года компания «Русские вертолётные системы» является крупнейшим гражданским оператором вертолетов «Ансат» и имеет 13 таких вертолетов и ожидает поставку ещё 2 машин в 2019 году.
В 2016 году на авиасалоне в китайском Чжухае контракт на поставку двух машин в медицинском исполнении подписала китайская компания Wuhan Rand Aviation Technology Service Co. Ltd.; вертолёты планируется поставить до конца 2017 года. Китайское предприятие также оформило опцион, который предусматривает покупку ещё шести «Ансатов». Ожидается, что компания получит их до наступления 2019 года.
В конце 2018 года в Китае, в рамках демо-тура, был заключён твёрдый контракт на 20 вертолетов «Ансат», также было собрано «мягких контрактов» (Вьетнам, Таиланд, Камбоджа и Малайзия) ещё на 30 вертолетов этой модели.
В 2019 году холдинг «Вертолёты России» (входит в «Ростех») начнет поставки в Китай вертолётов «Ансат» с медицинскими модулями, которые соответствуют международным стандартам санитарной авиации и позволяют спасти жизнь человека на период транспортировки.
Летом 2020 года Казанский вертолётный завод холдинга «Вертолёты России» получил от Росавиации одобрение изменения типовой конструкции вертолета Ансат, которое позволит обучать гражданских пилотов на машинах данной серии с нуля.
В мае 2020 года холдинг «Вертолёты России» поставил первый «Ансат» для МЧС России. Машина была передана Фонду содействия развитию государственных органов по делам гражданской обороны, чрезвычайным ситуациям и ликвидации последствий стихийных бедствий (Фонд ГОЧС). Также передана одна машина Государственной транспортной лизинговой компании (ГТЛК), будет использоваться для выполнения санитарных заданий в Республике Башкортостан.
В сентябре 2020 года поставлены три вертолета с медицинскими модулями для компании «Хели-Драйв Северо-Запад», в интересах Национальной службы санитарной авиации (НССА) в Ленинградской области.
В ноябре 2020 года передан первый вертолет для МВД Сербии в медицинской комплектации (контракт на три вертолета).
На начало лета 2021 года российские заказчики получили более 90 вертолётов «Ансат», из них около 40 машин участвуют в программе развития санитарной авиации России.
В рамках Международного авиационно-космического салона (МАКС-2021) подписан контракт на поставку 37 санитарных вертолетов для Национальной службы санитарной авиации (НССА) с поставкой до конца 2022 года.
В июле 2021 года холдинг «Вертолёты России» поставил одну машину в Государственную транспортно лизинговую компанию (ГТЛК) в рамках проекта «Гражданская авиация и аэронавигационное обслуживание».
В октябре 2021 года холдинг «Вертолёты России» поставил одну машину в медицинской комплектации в Государственную транспортно лизинговую компанию (ГТЛК) для АО «Костромское авиапредприятие». Также переданы 6 машин для  ООО «Авиакапитал – Сервис».
В декабре 2021 года «Вертолёты России» передана одна машина в Государственную транспортно лизинговую компанию (ГТЛК) для АО «ТНЦ» Республики Башкортостан.

## Эксплуатанты

### Военные
Россия
- Военно-воздушные силы Российской Федерации — 17 «Ансат-У» по состоянию на 2024 год[40].

 Эритрея
- ВВС Эритреи — заказано 2 вертолёта[41].

 Республика Сербская
- Министерство внутренних дел Республики Сербской — 2 вертолёта (заказано 3). В 2020 году 1 вертолёт передан в медицинской комплектации[32]. В 2021 году 1 вертолёт для нужд полиции[42].

### Гражданские
Россия — 1 вертолёт первый поставлен Министерству здравоохранения Республики Татарстан, 17 вертолетов поставлено крупнейшему эксплуатанту гражданских вертолетов «Ансат» компании АО «Русские вертолётные системы», 7 вертолетов будет поставлено компании «Полярные Авиалинии», начиная с 2021 года. В 2020 году 2 вертолета Ансата поступят в эксплуатацию Омского летно-технического колледжа гражданской авиации имени А. В. Ляпидевского. филиала Ульяновского института гражданской авиации, подведомственного Росавиации. Вертолеты эксплуатирует компания «Русские вертолетные системы». В перспективе планируется закупка не менее 10 Ансатов для данного учебного заведения.
 Мексика — 1 единица; в планах поставка 13 единиц для компании «Craft Avia Center», а также еще 27 машин для национального проекта воздушной скорой помощи.
 Босния и Герцеговина, Республика Сербская — 3 единицы «Ансат» в полиции
 Туркменистан, Туркменистан — 1 медицинский вертолёт.
 Зимбабве, Зимбабве — 1 медицинский вертолёт В 2023 году поставлено 18 вертолётов
 Кыргызстан,
Кыргызстан — 22 июня 2021 года министр по чрезвычайным ситуациям Кыргызстана Бообек Ажикеев сообщил о контракте на поставку МЧС этой страны  вертолета «Ансат» в противопожарной модификации.

### Бывшие
Республика Корея — первый зарубежный эксплуатант, 10 вертолётов «Ансат-К» (два поставлены полиции, восемь — Лесной службе. После того, как один из этих восьми вертолётов потерпел катастрофу, оставшиеся были отстранены от полётов и в конечном итоге возвращены в Россию.

## Модификации

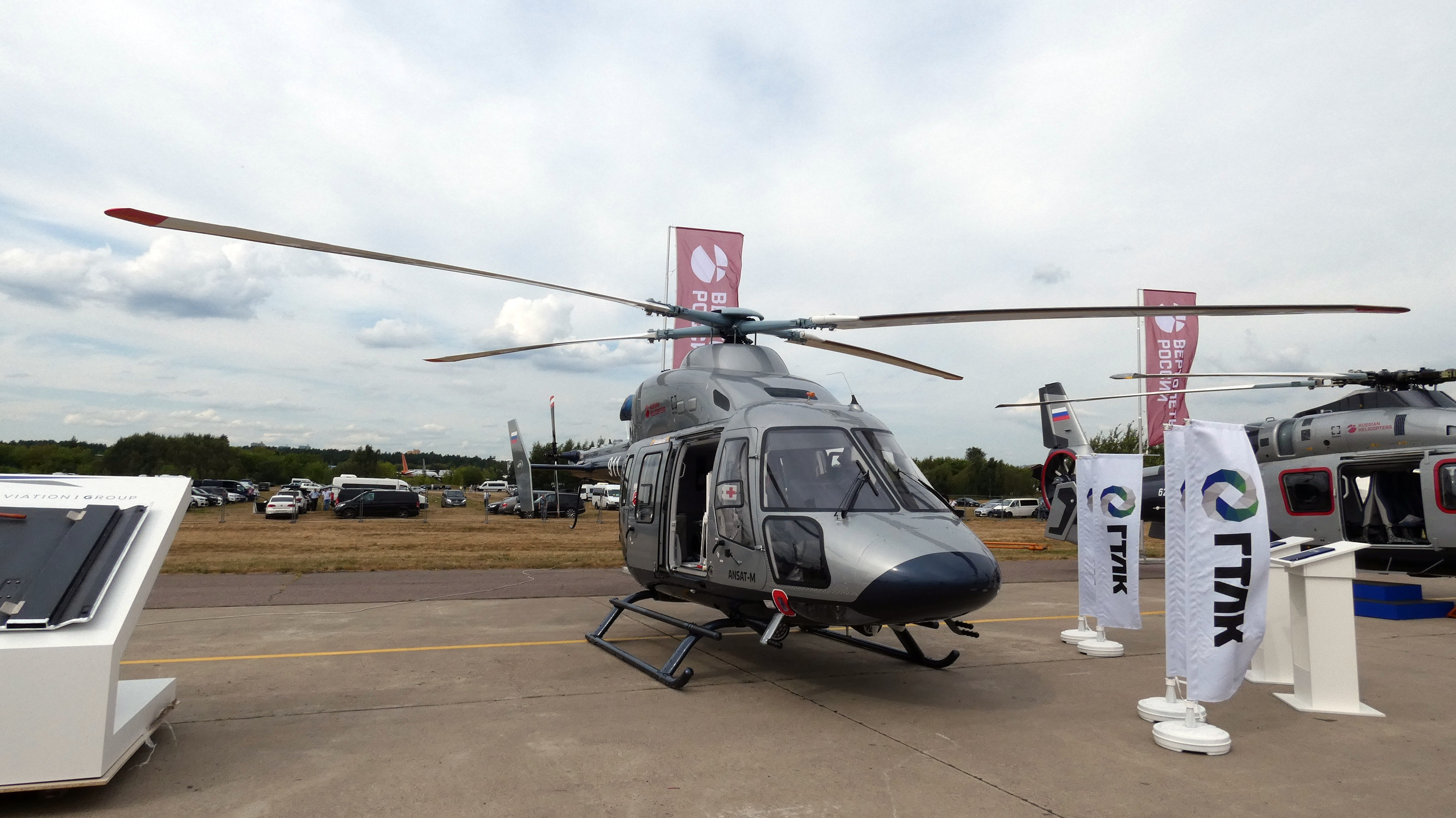
Вертолёт Ансат-М

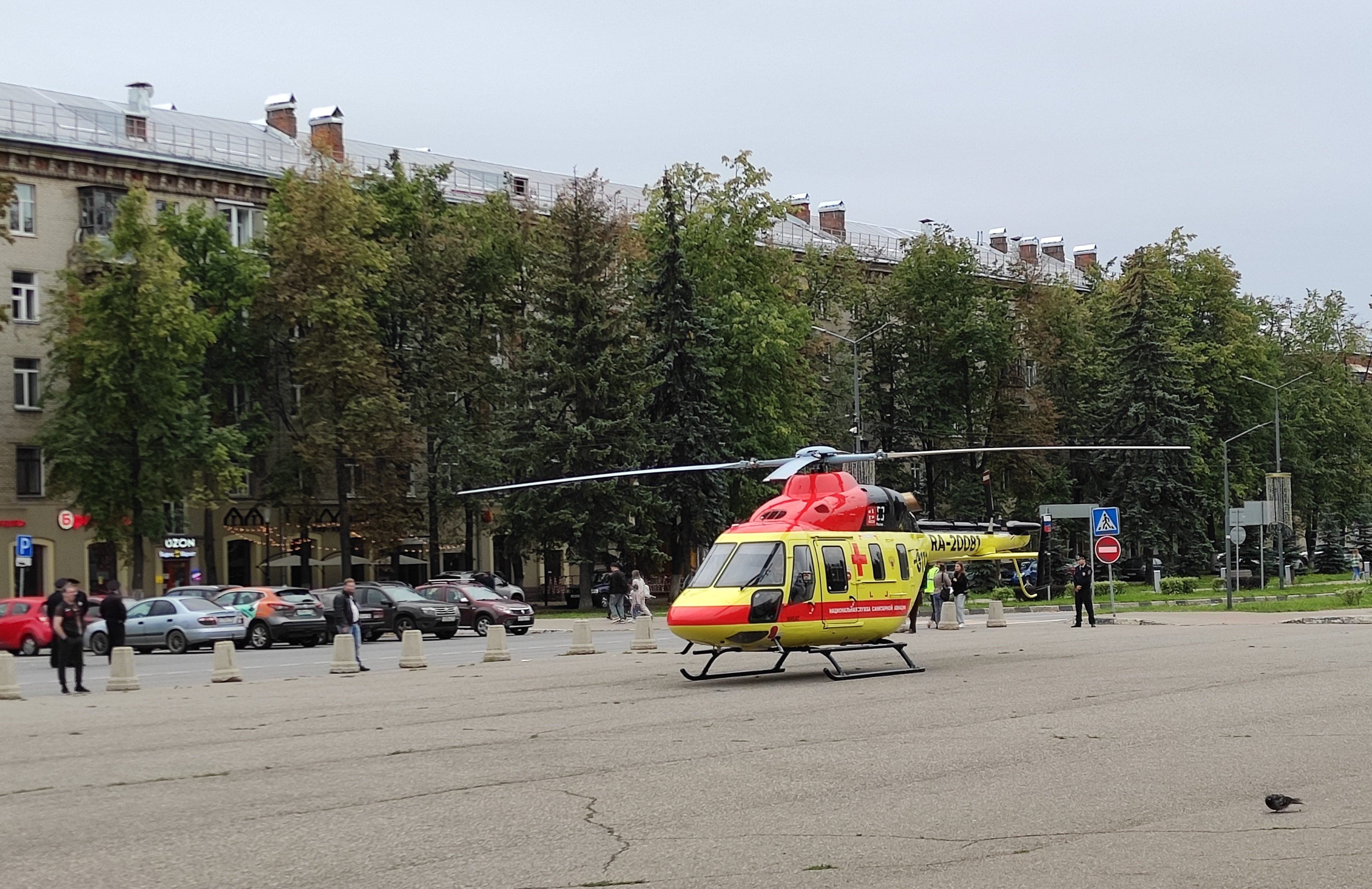
Санитарный вертолёт Ансат-СК в Жуковском, вертолётная площадка на площади Ленина

- «Ансат» — исходная модель с электродистанционной системой управления (ЭДСУ), разработанная для применения в пассажирских и грузовых перевозках, в санитарном, аварийно-спасательном, патрульном и других вариантах.
- «Ансат-ГМСУ» — серийная гражданская базовая модель с традиционной гидромеханической системой управления.
- «Ансат-К» — экспортная модификация для Южной Кореи. Построено и поставлено 10 экземпляров (один потерян в катастрофе, 9 возвращены в Россию).
- «Ансат-У» — учебно-тренировочная модификация с колесным шасси для обучения курсантов летных училищ и подготовки летно-инструкторского состава.
- «Ансат-2РЦ» (разведчик-целеуказатель) — легкий боевой вертолет. Построен один опытный образец, представленный КВЗ на МАКС-2005.
- «Ансат-М» — модернизированная версия. Увеличена масса полезной нагрузки до 1148 кг; масса пустого вертолета в снизилась с 2434 до 2375 кг,  увеличена дальность полета до 640 км.[51] С установкой дополнительного бака дальность полета увеличивается до 780 км [52].
- «Ансат Aurus» — с салоном повышенной комфортности. Его салон выполнен в стилистике знаменитого российского бренда Aurus автомобилей класса «люкс». Новинка ориентирована на рынок корпоративных и VIP-перевозок.[28] Комплектуется системой спутниковой связи Ku-диапазона в зоне покрытия спутников связи ЯМАЛ.
- «Ансат-СК» — доработанная модификация для санитарной авиации.

## Лётно-технические характеристики
Источник данных: Официальный сайт холдинга «Вертолёты России».

Технические характеристики
- Экипаж: 2 (1) пилот
- Пассажировместимость: до 7 пассажиров
- Грузоподъёмность: 1235 кг
- Длина: 13,543 м
- Длина фюзеляжа без хвостовой балки: 6,91 м
- Высота: 3,56 м
- Колея шасси: 2,5 м
- Масса пустого: 2365 кг [54].
- Нормальная взлётная масса: 3300 кг
- Максимальная взлётная масса: 3600 кг
- Масса топлива во внутренних баках: 530 кг
- Силовая установка: 2 × ТВД Pratt & Whitney РW-207K[англ.]
- Мощность двигателей: 2 × 630 л. с.

Габариты грузовой кабины
- Длина: 3,5 м
- Ширина: 1,68 м
- Высота: 1,3 м

Лётные характеристики
- Максимально допустимая скорость: 275 км/ч
- Крейсерская скорость: 250 км/ч
- Практическая дальность: 505 км (645 км с дополнительным баком)
- Практический потолок: 5500 м
- Статический потолок: 2530 м
- Скороподъёмность: 14 м/с

## Авиационные происшествия
- 23 августа 2021 года вертолёт санавиации Ансат бортовой номер RA-20059 совершил жёсткую посадку на территории Ивановской областной клинической больницы. Произошел отрыв лопасти несущего винта, повреждения шасси, главного редуктора, жертв нет[55].
- 23 сентября 2021 года вертолёт санавиации Ансат бортовой номер RA-20014  совершил жёсткую посадку на территории  1-й Республиканской клинической больницы в Ижевске. Вертолёт получил повреждения шасси, хвостовой балки, пострадал фельдшер[56]. Причиной авиапроисшествия стало снижение запасов управления в путевом канале управления вследствие разрушения подшипника ползуна рулевого винта[57].
- 28 апреля 2022 года учебный вертолет Минобороны «Ансат» потерпел крушение в районе Кумысной поляны в Саратовской области. Экипаж покинул вертолет при помощи парашютов. 1 человек при крушении сгорел[58].
- 24 апреля 2023 года вертолет санавиации «Ансат» разбился в Волгоградской области. Пилот возвращался с задания на базу, расположенную в поселке Ерзовка Городищенского района, когда воздушное судно исчезло с радаров. Спустя несколько часов обломки вертолета и тело погибшего пилота обнаружили в 5 километрах от вертолетной площадки[59].
- 22 октября 2024 года вертолет санавиации №RA-20101 совершил жёсткую посадку в лесу в Семёновском районе Нижегородской области. Экипаж, фельдшер и пациент - пожилая женщина получили травмы[60].

## Сравнение современных гражданских вертолётов КБ Камова и Миля
|                                           | Ка-226            | Ми-2              | Ансат                           | Ми-34С          | Ка-32          |
| ----------------------------------------- | ----------------- | ----------------- | ------------------------------- | --------------- | -------------- |
| Экипаж                                    | 1-2               | 1-2               | 1-2                             | 1-2             | 2              |
| Пассажировместимость (чел)                | 4-7               | 6-8               | 7                               | 2-3             | 13             |
| Грузоподъёмность/ на внешней подвеске, кг | 1 000             | 800               | 1235                            | 400             | 5 000          |
| Максимальная взлётная масса, кг           | 3 400             | 3 700             | 3 600                           | 1 450           | 11 000         |
| Силовая установка                         | ГТ 2 × Arrius 2G1 | 2 × ГТД ГТД-350   | 2 × ТВД Pratt & Whitney РW-207K | 1 × ПД М-14В26В | 2 × ТВ3-117ВМА |
| Мощность двигателей, л. с.                | 580 л. с          | 2 × 400 (298 квт) | 2 × 630                         | 1 × 325         | 2 × 2200       |
| Крейсерская скорость, км/ч                | 195               | 190               | 250                             | 155             | 240            |
| Практическая/перегоночная дальность, км   | 600               | 360/620           | 460/525                         | 350             | 800            |
| Статический/Динамический потолок, м       | 4100/5700         | 2000/4050         | 2530/5500                       | 3200/6100       | 3500/6000      |

## Сравнение с аналогами

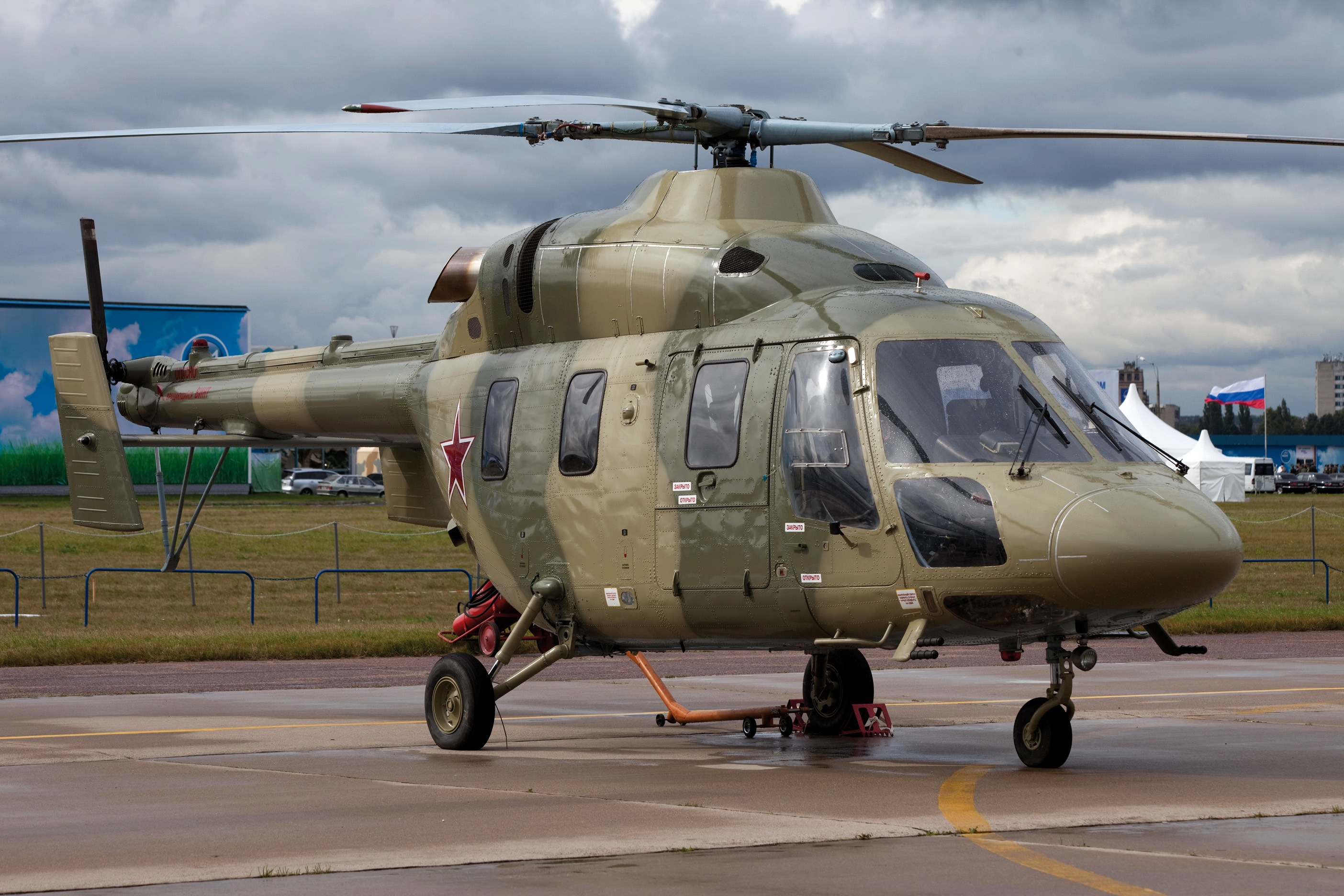
«Ансат-У» (учебный) на авиасалоне МАКС-2009

Ближайшим зарубежным аналогом (конкурентом) является вертолёт EC-145 концерна Eurocopter.
Летные характеристики приведены при максимальной взлетной массе, в условиях MCA, с полными баками.
| Название                  | Масса нагрузки | Масса пустого | Максимальная взлётная масса | Мощность двигателей | Максимальная крейсерская скорость | Дальность полёта (нагрузка) | Максимальная продолжительность полета | Статический потолок вне зоны влияния земли/у земли | Запас топлива |
| ------------------------- | -------------- | ------------- | --------------------------- | ------------------- | --------------------------------- | --------------------------- | ------------------------------------- | -------------------------------------------------- | ------------- |
| Ансат                     | 1235 кг        | 2365 кг       | 3600 кг                     | 2*630 л.с.          | 250 км/ч                          | 505 км (535 кг.)            | 2 часа 52 мин                         | 1340 м/1665 м                                      | 690 л         |
| Airbus Helicopters H145 . | 1820 кг        | 1895 кг       | 3800 кг                     | 2*740 л.с.          | 238 км/ч                          | 718 км (1100 кг.)           | 3 часа 50 мин                         | 1890 м/3605 м                                      | 903 л         |
| Bell 429.                 | 1260 кг        | 1915 кг       | 3175 кг                     | 2*719 л.с.          | 287 км/ч                          | 761 км (520 кг.)            | 4 часа 30 мин                         | 3441 м/4307 м                                      | 821 л         |
| MD 902 Explorer.          | 1417 кг        | 1531 кг       | 2948 кг                     | 2*550 л.с.          | 245 км/ч                          | 543 км (755 кг.)            | 3 часа 12 мин                         | 2676 м/3246 м                                      | 602 л         |
| AW109 Trekker.            | 1225 кг        | 1870 кг       | 3175 кг                     | 2*735 л.с.          | 281 км/ч                          | 833 км (590 кг.)            | 4 часа 20 мин                         | 2926 м/4609 м                                      | 835 л         |
| Ка-226Т.                  | 935 кг         | 2354 кг       | 3600 кг                     | 2*580 л.с.          | 160 км/ч                          | 450 км (690 кг.)            | 3 часа 04 мин                         | 4000 м/4600 м                                      | 720 л         |
| Ми-2.                     | 800 кг         | 2350 кг       | 3700 кг                     | 2*400 л.с.          | 190 км/ч                          | 360 км (590 кг.)            | 2 часа 15 мин                         | 600 м/1300 м                                       | 600 л         |